# Aldo Bini
Aldo Bini, född den 30 juli 1915 i Montemurlo, död den 16 juni 1993 i Prato, var en italiensk tävlingscyklist. Hans främsta merit är segrarna i Lombardiet runt 1937 och 1942.

## Meriter
| 1935 Vinnare av Giro dell'Emilia Vinnare av Giro del Piemonte 2:a i Giro di Lombardia 2:a i linjelopp vid Italienska mästerskapen i landsvägscykling 3:a i Milano-Torino 4:a i linjelopp vid Världsmästerkspen i landsvägscykling 1936 Vinnare av Giro del Piemonte Vinnare av Milano-Modena Vinnare av etapp 2 i Giro d'Italia 2:a i linjelopp vid Världsmästerkspen i landsvägscykling 4:a i Giro di Lombardia 5:a i Giro di Toscana 1937 Vinnare av Giro di Lombardia Vinnare av Milano-Modena Vinnare av etapperna 13, 14 och 19b i Giro d'Italia Vinnare av Giro della Provincia di Milano (med Maurice Archambaud) 4:a i Tre Valli Varesine 9:a i Giro di Toscana 1938 Vinnare av Milano-Modena 3:a i Giro del Piemonte 6:a i Milano-Sanremo | 1939 2:a i Milano-Sanremo 2:a i Milano–Mantua 1940 Vinnare av Coppa Bernocchi 2:a i Giro del Piemonte 3:a i Milano-Sanremo 7:a i Giro di Toscana 1941 Vinnare av Giro del Piemonte 2:a i linjelopp vid Italienska mästerskapen i landsvägscykling 1942 Vinnare av Giro di Lombardia 2:a i Giro dell'Emilia 6:a i Giro di Toscana 1945 2:a i Giro di Lombardia 1946 Vinnare av etapp 5b i Giro d'Italia 1949 2:a i Milano-Torino 1951 10:a i Giro del Veneto 1952 Vinnare av Milano–Torino 1953 7:a i Milano-Torino |